# アセタケ属
アセタケ属（アセタケぞく、Inocybe）は、ハラタケ型子実体（キノコ）を形成する菌類（担子菌類）の大きな属である。アセタケ属は菌根菌で、さまざまな樹木との共生もしくは自生地の環境への適応により高度に種分化することで多様化したと考えられている。

## 名称

### 学名
Inocybe という属名は「繊維質の帽子」を意味する。これはギリシア語の名詞 ἴς (属格 ἴνος、意味は「筋肉、神経、繊維、強さ、活力」) と κύβη (「頭」) の合成語である。傘が繊維状となるものが多いことによる。

### 和名
和名「アセタケ属」は、川村清一により報告された広義アセタケ属 Inocybe s.l. の1種「アセタケ」に基づく。この種は Inocybe rimosa (Fr.) Quél.（＝Pseudosperma rimosum） とされたが、この学名は誤りで、実態は不明とされる。このアセタケの名は、毒性物質ムスカリンを含み、滝のように汗をだすという異常な中毒症状によるとされる。

## 特徴

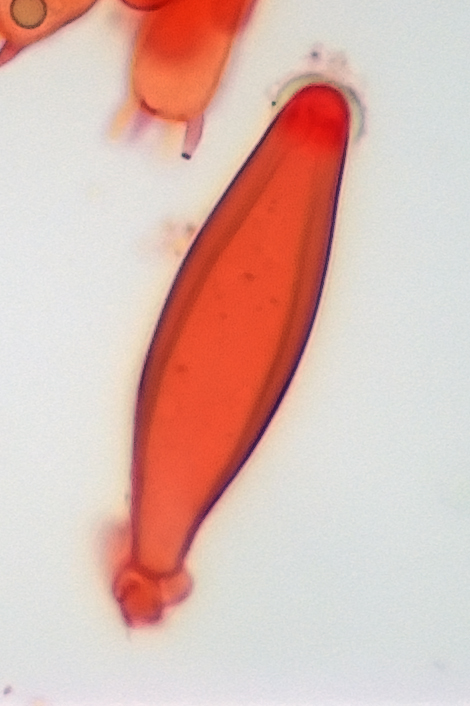
アセタケ属の分類形質であるメチュオイド型嚢状体（厚壁シスチジア）

この属の典型的なキノコはさまざまな色合いの茶色をしているが、ライラック色や紫がかった種もいくつか存在する。傘は小さく円錐形であるが、日数の経過とともにやや平らになり、一般的に中央に顕著なへこみがある。傘は繊維状であることが多いため、英名では総称として「fiber caps」（繊維の傘）と呼ばれる。多くの種は独特の臭いがあり、かび臭い、精子のような臭いなどと表現される。
傘: 小型から中型で、薄く、肉質で、最初は狭い円錐形または鐘形、または中央に突出または平らな隆起がある。傘は吸湿性がなく、乾燥した外観をしている。傘の縁は、最初は淡いカーテン状になることが多いが、すぐに消え、老齢になると短い放射状の亀裂が現れることが多い。クチクラは細かく絹のような質感で、部分的なベールの残骸が散らばっていることもあり、放射状の繊維がさらに発達する。表面が羊毛状 (菌類の意味で羊毛状) の種もある。色は最初はすべて白から灰白色の品種までさまざまである。色を保持するものもあれば、黄土色から茶色まで変化するものもあり、さまざまな形、ライラック色から紫色まで変化するものもある。

ひだ: 密で厚く、密集しており、端に短い中間溝があり、柄に弱くしか付いておらず、ほとんど自由である。色は最初は主に白であるが、成熟すると灰褐色、黄土色、または灰オリーブ色に変わる。縁は白っぽい。

胞子: 褐色で小さく、通常は楕円形からわずかに楕円形で、アーモンド形または豆形に細長いことが多く、滑らかで、いぼ状ではなく、germ-freeである。担子器は四胞子である。シスチジアは結晶状である場合とない場合があり、紡錘形で、中央が凸状で、先端が鋭く尖っている。

柄: 薄く、繊維質で、円筒形で、基部は多かれ少なかれ厚く、フェルト白色で、内部は空洞である。表面は白っぽく、滑らかで、光沢があり、柄の先端に向かって絹のような質感でわずかに毛羽立っていることがよくある。通常、輪はない。

内部の肉: 切ると白からわずかに黄色がかっており、酸化しているか、赤みがかっていないか、通常は青とうもろこし、塩素、精子のかすかな匂いがする。一般に内部の肉にはムスカリンが含まれる。

### 神経毒性
多くのアセタケ属には大量のムスカリンが含まれており、食用になる可能性のある種と区別する簡単な方法はない。実際、アセタケ属は最もよく見られるキノコであり、顕微鏡的特徴のみが種レベルでの確実な識別方法である。大部分のアセタケ属は神経毒性があるが、いくつかの稀なアセタケ属には幻覚作用があり、インドールアルカロイドが含まれていることがわかった。

## 分類
この属ははじめ、スウェーデンの菌類学者エリーアス・フリースが1821年に著書 Systema mycologicum 第1巻でハラタケ属の下位分類群（Agaricus tribe Inocybe）として初めて記載したものである。フリースは1863年に著書 Monographia Hymenomycetum Sueciae 第2巻でこれを格上げし、属の階級とした。
もともとはフウセンタケ科に分類されていたが、これは後に多系統であることが示され、解体された 。分子系統解析に基づく現在の分類学的扱いでは、本属はアセタケ科のタイプ属とされる。
2020年には分子系統解析に基づく再分類が行われ、アセタケ属は7属に細分化された。そのため、単型科であったアセタケ科は、Auritella 属、狭義のアセタケ属、Inosperma 属、Mallocybe 属、Nothocybe 属、Pseudosperma 属、および Tubariomyces 属を含む科となった。
以下、Matheny et al. (2019) に基づく分子系統樹を示す。本属は Nothocybe distincta と姉妹群をなす。

|  | Pseudosperma                                                     |
|  |                                                                  |
|  | \| \| Nothocybe \| \| \| \| \| \| アセタケ属 Inocybe \| \| \| \| |
|  |                                                                  |
|  | Nothocybe                                                        |
|  |                                                                  |
|  | アセタケ属 Inocybe                                               |
|  |                                                                  |

|  | Nothocybe          |
|  |                    |
|  | アセタケ属 Inocybe |
|  |                    |

|  | Auritella                                                  |
|  |                                                            |
|  | \| \| Mallocybe \| \| \| \| \| \| Tubariomyces \| \| \| \| |
|  |                                                            |
|  | Mallocybe                                                  |
|  |                                                            |
|  | Tubariomyces                                               |
|  |                                                            |

|  | Mallocybe    |
|  |              |
|  | Tubariomyces |
|  |              |

|  | Auritella                                                  |
|  |                                                            |
|  | \| \| Mallocybe \| \| \| \| \| \| Tubariomyces \| \| \| \| |
|  |                                                            |
|  | Mallocybe                                                  |
|  |                                                            |
|  | Tubariomyces                                               |
|  |                                                            |

|  | Mallocybe    |
|  |              |
|  | Tubariomyces |
|  |              |

|  | Pseudosperma                                                     |
|  |                                                                  |
|  | \| \| Nothocybe \| \| \| \| \| \| アセタケ属 Inocybe \| \| \| \| |
|  |                                                                  |
|  | Nothocybe                                                        |
|  |                                                                  |
|  | アセタケ属 Inocybe                                               |
|  |                                                                  |

|  | Nothocybe          |
|  |                    |
|  | アセタケ属 Inocybe |
|  |                    |

|  | Auritella                                                  |
|  |                                                            |
|  | \| \| Mallocybe \| \| \| \| \| \| Tubariomyces \| \| \| \| |
|  |                                                            |
|  | Mallocybe                                                  |
|  |                                                            |
|  | Tubariomyces                                               |
|  |                                                            |

|  | Mallocybe    |
|  |              |
|  | Tubariomyces |
|  |              |

|  | Auritella                                                  |
|  |                                                            |
|  | \| \| Mallocybe \| \| \| \| \| \| Tubariomyces \| \| \| \| |
|  |                                                            |
|  | Mallocybe                                                  |
|  |                                                            |
|  | Tubariomyces                                               |
|  |                                                            |

|  | Mallocybe    |
|  |              |
|  | Tubariomyces |
|  |              |

### 種
旧アセタケ属（アセタケ科）には約1050種が含まれ、細分後は約850種とされる。